# Kalina Point
Der Kalina Point (englisch; bulgarisch нос Калина nos Kalina) ist eine felsige Landspitze an der Oskar-II.-Küste des Grahamlands auf der Antarktischen Halbinsel. Im Exasperation Inlet liegt sie auf der Südseite der Einfahrt zur Domlyan Bay. Als östlicher Ausläufer des Parlichev Ridge befindet sie sich 4,75 km südlich des Radovene Point und 7,5 km nordwestlich des Sandilh Point. Freigelegt wurde sie infolge des Auseinanderbrechens des Larsen-Schelfeises im Jahr 2002 und dem sich daran anschließenden Rückzug des Melville-Gletschers.
Ihre Kartierung erfolgte im Jahr 2012. Die bulgarische Kommission für Antarktische Geographische Namen benannte sie 2013 nach Ortschaften im Nordwesten und Nordosten Bulgariens.